# Station Martutene
Station Herrera is een spoorweghalte in het district Martutene van de Spaanse stad San Sebastian, in de autonome gemeenschap Baskenland. De halte bevindt zich bij kilometerpunt 619,521 van de spoorlijn Madrid-Hendaye, op een hoogte van 6,04 meter boven de zeespiegel. Aan de halte stoppen enkel treinen van de cercanías van San Sebastian, de voorstadtreinen van die stad. 
De halte is geopend op 1 september 1863 als het traject tussen station Beasain en station San Sebastian van de spoorlijn Madrid-Hendaye in werking wordt gesteld. In 1941 wordt de halte onder gebracht bij RENFE, en vanaf 31 december 2004 is het eigendom van ADIF terwijl de exploitatie toevalt aan Renfe Operadora. 
Brinkola · Legazpi · Zumarraga · Ormaiztegi · Beasain · Ordizia · Itasondo · Legorreta · Ikaztegieta · Alegia · Tolosa · Tolosa-Erdia · Anoeta · Billabona-Zizurkil · Andoain-Erdia · Andoain · Urnieta · Hernani-Erdia · Hernani · Martutene · Loiola · Loiola Erriberak (Gepland) · San Sebastian-Donostia · Gros · Ategorrieta · Intxaurrondo · Herrera · Pasaia · Lezo-Errenteria · Ventas de Irún · Irun